# Pagase
Pagase (in greco antico: Παγασαί; in latino: Pagasae o Pagasa) è un'antica città greca della regione tessalica di Magnesia, dalla quale ha preso il nome il Golfo Pagaseo.

## Ubicazione

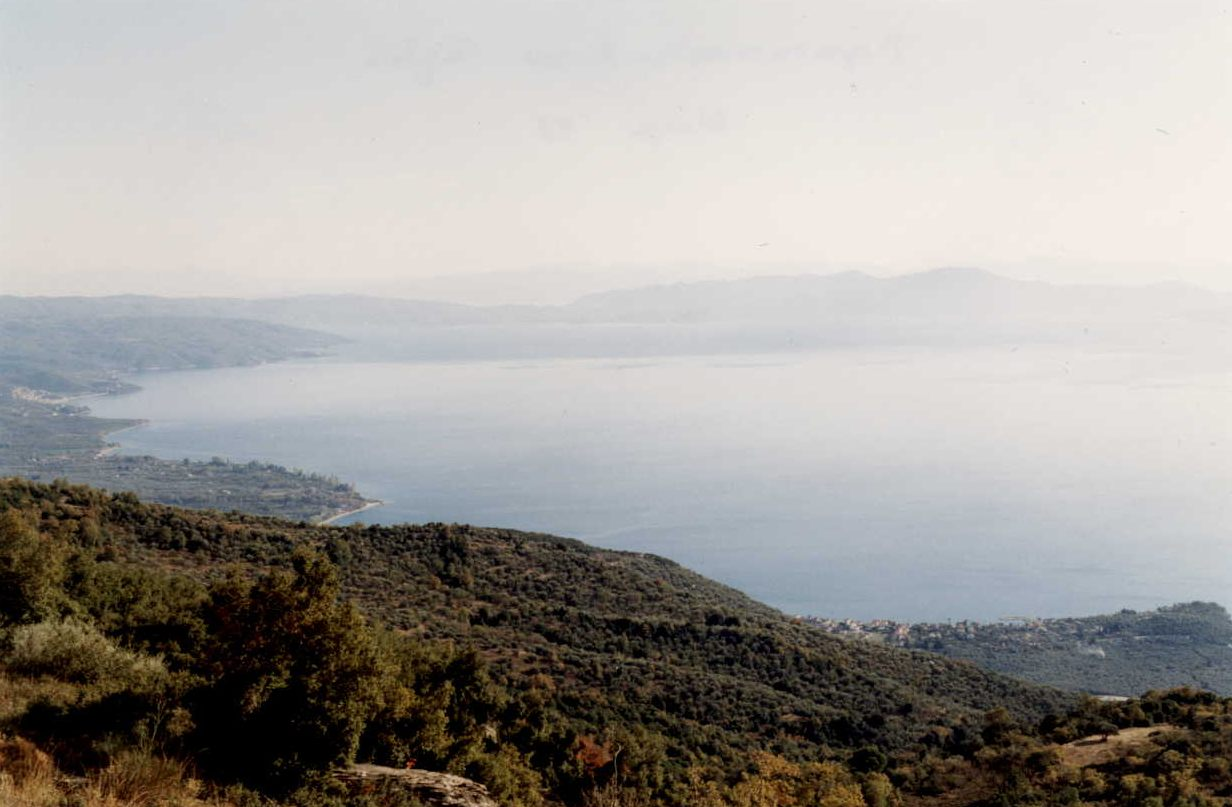
Golfo di Pagase

Per Strabone Pegase era collocata sulla costa orientale dell'insenatura più interna del Golfo di Pagase, alla distanza di 20 stadi (circa 3 km) da Iolco e a 90 stadi (circa 14 km) da Fere, fra Nelia e Afete. Plinio, invece, non la distingue da Demetriade. La sua ubicazione è stata identificata su di un colle sulla sponda meridionale del ruscello Ligaroremmas, dove sono conservati resti della cinta muraria. La città scomparve verso il 290 a.C. allorché Demetrio Poliorcete fondò per sinecismo Demetriade. Beloch ritiene tuttavia che, anziché essere distrutto, il villaggio di Pagase cambiò nome e divenne Demetriade.

## Storia
Il nome di Pagase è legato a quello di Cicno e al mito degli Argonauti (Pagase è la località dove Giasone costruì la nave Argo e salpò). Era uno dei porti più importanti dell'antica Grecia. Non compare tuttavia nel Catalogo delle navi, e apparteneva alla Pelasgiotide, unita a Fere. Filippo II di Macedonia la unì alla Magnesia, dopo la morte di Onomarco. Soppressa a favore di Demetriade verso il 290 a.C., risorse durante l'occupazione romana.